# Star Trek: Discovery/Staffel 3
Dieser Artikel behandelt die 2020/21 erschienene, 13-teilige dritte Staffel der US-Fernsehserie Star Trek: Discovery.

## Episoden
| Nr. (ges.) | Nr. (St.) | Deutscher Titel                  | Originaltitel            | Erstveröffentlichung USA | Deutschsprachige Erstveröffentlichung (D-A-CH) | Regie               | Drehbuch                                                         |
| --- | --------- | -------------------------------- | ------------------------ | ------------------------ | ---------------------------------------------- | ------------------- | ---------------------------------------------------------------- |
| 30 | 1         | Ein Zeichen der Hoffnung, Teil 1 | That Hope Is You, Part 1 | 15. Okt. 2020            | 16. Okt. 2020                                  | Olatunde Osunsanmi  | Michelle Paradise, Jenny Lumet, Alex Kurtzman                    |
| Nachdem Michael Burnham in die Zukunft gereist ist, um sensible Informationen vor Control zu schützen, einer künstlichen Intelligenz, die dazu bestimmt ist, alles Leben zu vernichten, kommt sie im Jahr 3188 an und erfährt, dass sie erfolgreich war – das Leben existiert in dieser Zukunft. Burnham stößt auf das Schiff von Cleveland „Book“ Booker, einem Kurier, der gestohlene Fracht transportiert. Er erklärt, dass bei einem Ereignis namens „Der Brand“ das meiste Dilithium der Galaxie explodiert ist und viele Raumschiffe, darunter auch der Großteil der Sternenflotte, zerstört wurden. Nun ist die Galaxie von der Vereinigten Föderation der Planeten getrennt und wird nicht mehr von ihr regiert. Burnham hilft Book, seine Fracht, einen gefährdeten Trance-Wurm, den er in ein Schutzgebiet bringen will, vor anderen Kurieren zu schützen. Im Gegenzug bringt Book sie zu einer scheinbar verlassenen Raumstation der Föderation, wo sie Aditya Sahil finden, einen „Verbindungsmann der Föderation“, der darauf wartet, dass eines Tages ein Sternenflottenoffizier auf die Station kommt. Burnham gibt ihm den Auftrag, als stellvertretender Kommunikationschef zu fungieren. Er ist jedoch nicht in der Lage, die USS Discovery zu lokalisieren, die mit Burnham in die Zukunft gereist ist. |           |                                  |                          |                          |                                                |                     |                                                                  |
| 31 | 2         | Fern der Heimat                  | Far From Home            | 22. Okt. 2020            | 23. Okt. 2020                                  | Olatunde Osunsanmi  | Michelle Paradise, Jenny Lumet, Alex Kurtzman                    |
| Die USS Discovery macht eine Bruchlandung auf einem Gletscher. Das Schiff ist beschädigt und viele Besatzungsmitglieder sind verwundet, darunter die Steueroffizierin Keyla Detmer. Der amtierende Kapitän Saru beschließt das Schiff zu reparieren, bevor er die Außenwelt erkundet, aber er erfährt, dass ihm die Ressourcen fehlen, die er für die Reparaturen benötigt. Saru und Fähnrich Silvia Tilly begeben sich zu einer nahe gelegenen Siedlung, um die notwendigen Ressourcen zu beschaffen, und treffen dort auf eine Gruppe armer Bergleute, die von einem Kurier namens Zareh unterdrückt werden. Die Bergleute helfen der Discovery mit programmierbarer Materie und sollen im Tausch dafür einen Teil des Dilithiums des Schiffes erhalten, um den Planeten verlassen und Zareh entkommen zu können. Zuvor trifft jedoch Zareh ein, tötet einen der Bergleute und plant das gesamte Dilithium der Discovery an sich zu nehmen. Als Phillipa Georgiou entgegen Sarus Anweisung eintrifft, können mit ihrer Hilfe Zareh und seine Männer überwältigt werden. Die Besatzung kehrt mit den benötigten Ressourcen zur Discovery zurück, aber das parasitäre Eis des Gletschers hat das Schiff eingeschlossen. Es ist nicht in der Lage abzuheben, bis Burnham eintrifft und sie mit Books Schiff befreit. |           |                                  |                          |                          |                                                |                     |                                                                  |
| 32 | 3         | Bewohner der Erde                | People of Earth          | 29. Okt. 2020            | 30. Okt. 2020                                  | Jonathan Frakes     | Bo Yeon Kim, Erika Lippoldt                                      |
| Da Sahil nicht in der Lage ist, die Discovery im Jahr 3188 zu lokalisieren, wird Burnham Kurier und arbeitet mit Book zusammen, um nach Hinweisen auf das Schicksal der Föderation zu suchen. Sie findet einen Funkspruch von Admiral Senna Tal auf der Erde, kann aber mit ihrem begrenzten Dilithiumvorrat nicht dorthin gelangen. Nach einem Jahr trifft die Discovery endlich ebenfalls in der Zukunft ein und Burnham spürt sie auf. Saru wird neuer Captain, und das Dilithium der Discovery wird zur Sicherheit auf Books getarntem Schiff gelagert, das er in ihrer Andockbucht parkt. Dank des fortschrittlichen Sporenantriebs der Discovery reisen sie zur Erde und stellen fest, dass diese nicht mehr zur Föderation gehört. Ermittler der United Earth Defense Force gehen an Bord der Discovery und erklären, dass Tal tot ist. Sie werden alle von Dilithium-Banditen angegriffen, die die EDF zu vernichten versuchen, bis Burnham und Book die Banditen austricksen und ihren Anführer Wen gefangen nehmen. In Verhandlungen zwischen Wen und EDF-Captain Ndoye erkennen beide Seiten, dass sie sich gegenseitig helfen und weitere Kämpfe verhindern können. Eine junge Ermittlerin namens Adira enthüllt, dass sie der Wirt von Tals Trill-Symbiont ist, aber nicht auf alle seiner Erinnerungen zugreifen kann, da sie ein Mensch und kein Trill ist. |           |                                  |                          |                          |                                                |                     |                                                                  |
| 33 | 4         | Vergiss mich nicht               | Forget Me Not            | 5. Nov. 2020             | 6. Nov. 2020                                   | Hanelle Culpepper   | Alan McElroy, Chris Silvestri, Anthony Maranville                |
| Adira kann sich nicht daran erinnern, wie sie zum Wirt des Tal-Symbionten wurde und hat keinen Zugriff auf die Erinnerungen früherer Wirte wie Senna. Burnham bringt sie zur Heimatwelt der Trill, in der Hoffnung, dass die Trill ihnen bei der Entschlüsselung der Erinnerungen helfen können. Die Trill sind ebenfalls nicht mehr Teil der Föderation, begrüßen aber die Discovery, da sie neue Symbiontenwirte brauchen. Viele Trill weigern sich jedoch zu glauben, dass ein Nicht-Trill einen Symbionten aufnehmen könnte und Adira wird abgewiesen. Eine Gruppe von Trill versucht sie zu töten und den Symbionten an sich zu nehmen, aber Burnham hält sie auf und ein befreundeter Trill, Guardian Xi, bietet seine Hilfe an. In den heiligen Höhlen von Mak’ala helfen Xi und Burnham Adira, sich mit Tal zu verbinden und ihre Erinnerungen freizusetzen. Der Grund für die Erinnerungsblockade ist folgender: Als Senna starb, wurde Tal auf Gray, Adiras Trill-Freund, übertragen. Gray wurde jedoch kurz darauf getötet und Adira bot sich an, der neue Wirt zu werden, um Tal und die Erinnerungen aller früheren Wirte zu retten. Nachdem sie nun ihre Erinnerungen freigelegt hat, kann Adira mit Gray kommunizieren. In der Zwischenzeit versucht Saru, mit Hilfe von Dr. Hugh Culber die Moral der Besatzung zu verbessern. |           |                                  |                          |                          |                                                |                     |                                                                  |
| 34 | 5         | Die Bewährungsprobe              | Die Trying               | 12. Nov. 2020            | 13. Nov. 2020                                  | Maja Vrvilo         | Sean Cochran; Idee: James Duff, Sean Cochran                     |
| Mithilfe von Sennas Erinnerungen führt Adira die Discovery zum Hauptquartier der Sternenflotte. Der aktuelle Oberbefehlshaber der Sternenflotte, Charles Vance, lässt Burnham, Saru und Adira zur Zentrale beamen, wo Adira für medizinische Tests abgeholt wird. Vance teilt Saru und Burnham mit, dass die Besatzung verhört und neu eingeteilt, sowie ihr Schiff untersucht wird. Saru gibt hierzu sein Einverständnis, um das Vertrauen der Sternenflotte zu gewinnen. Burnham erkennt, dass die Sternenflotte mit einer Gesundheitskrise zu kämpfen hat, die durch die Samenarchive an Bord der USS Tikhov gelöst werden könnte. Sie erwirkt von Vance die Erlaubnis, die Crew der Discovery mit dem Sporenantrieb dorthin zu bringen und die Samen zu bergen. Sie finden die Insassen der Tikhov tot vor bis auf einen Mann, der nur noch kurze Zeit leben kann. Er gehört der gleichen Spezies an wie die Sicherheitsoffizierin Nhan, die beschließt, bei der Tikhov zu bleiben, um sicherzustellen, dass die Samenarchive erhalten bleiben, und um ihren Heimatplaneten wiederzusehen. Die Discovery kehrt mit den Samen zur Sternenflotte zurück, und es wird ein Gegenmittel für die Gesundheitskrise synthetisiert. Vance stimmt zu, dass die Besatzung der Discovery zusammenbleiben darf, aber sie habe sich streng an seine Anweisungen zu halten. |           |                                  |                          |                          |                                                |                     |                                                                  |
| 35 | 6         | Aasgeier                         | Scavengers               | 19. Nov. 2020            | 20. Nov. 2020                                  | Douglas Aarniokoski | Anne Cofell Saunders                                             |
| Die Discovery wird aufgerüstet, um auch die Technologien der Zukunft, einschließlich programmierbarer Materie, nutzen zu können. Vance schickt andere Schiffe der Sternenflotte auf verschiedene Missionen in den verbleibenden Raum der Föderation, befiehlt aber der Discovery, für schnelle Einsätze in Bereitschaft zu bleiben. Das Schiff von Book trifft mit einer drei Wochen alten Nachricht ein, in der es um eine neue Entdeckung geht, die er gemacht hat: der Blackbox eines Sternenflottenschiffs, das bei dem Brand zerstört wurde. Burnham glaubt, dass sie mit dieser Blackbox den Ursprung des Brandes zurückverfolgen kann, aber Saru befiehlt ihr auf der Discovery zu bleiben, falls sie von Vance gebraucht werden. Burnham stimmt zu, missachtet dann aber diesen Befehl, indem sie Georgiou und Books Schiff nimmt, um ihn zu suchen. Auf dem Bergungsplaneten Hunhau gibt sich Georgiou als Käuferin aus, die nach seltenen Schiffsteilen sucht, während Burnham Book findet. Sie inszenieren einen Gefängnisausbruch für die Bediensteten der Bergungswerften und können so mit Book und der Blackbox entkommen. Als sie zurückkehren, wird Burnham von Vance wegen Befehlsverweigerung getadelt. Saru degradiert Burnham von ihrem Posten als Erster Offizier. |           |                                  |                          |                          |                                                |                     |                                                                  |
| 36 | 7         | Wiedervereinigung Teil III       | Unification III          | 26. Nov. 2020            | 27. Nov. 2020                                  | Jon Dudkowski       | Kirsten Beyer                                                    |
| Nach der Untersuchung mehrerer Blackboxen glaubt Burnham, die Ursache des Brandes mit Hilfe von Daten aus dem Projekt SB-19 finden zu können. Dieses Projekt hatte zum Ziel, eine mögliche Alternative zum stets knappen Dilithium für die Raumfahrt zu entwickeln. Die Forschungseinrichtung, die von den vereinigten Vulkaniern und Romulanern betrieben wird, befindet sich auf Ni’Var (dem früheren Planeten Vulkan). Sie glauben, dass SB-19 den Brand verursacht hat und wollen die Daten nicht an die Föderation weitergeben, die sie nach der Katastrophe verlassen haben. Vance glaubt, dass Burnham sie vom Gegenteil überzeugen kann, da ihr Bruder Spock den Prozess der Vereinigung der Vulkanier und Romulaner eingeleitet hat. Auf Ni’Var beruft sich Burnham auf das T’Kal-in-ket, ein vulkanisches Verfahren, das ihren wissenschaftlichen Anspruch auf die SB-19-Daten bestätigen soll. Sie wird von ihrer Mutter Gabrielle vertreten, die früher in der Zukunft gefangen war und sich inzwischen den Qowat Milat, einer Sekte romulanischer Kriegsnonnen, angeschlossen hat. Gabrielle bringt Burnham dazu, sich mit ihren eigenen Absichten und ihrer Verwirrung über ihr Schicksal auseinanderzusetzen, was dazu führt, dass Burnham sich von der Verhandlung zurückzieht. Beeindruckt davon übergibt die Ni’Var-Präsidentin T’Rina Burnham die SB-19-Daten. Währenddessen ernennt Saru Tilly zu seinem Ersten Offizier. |           |                                  |                          |                          |                                                |                     |                                                                  |
| 37 | 8         | Das Schutzgebiet                 | The Sanctuary            | 3. Dez. 2020             | 4. Dez. 2020                                   | Jonathan Frakes     | Kenneth Lin, Brandon Schultz                                     |
| Book empfängt ein Notsignal von seinem Bruder Kyheem, das besagt, dass ihr Heimatplanet Kwejian von der Smaragdkette bedroht wird, einem Syndikat aus Andorianern und Orionern unter der Führung von Osyraa. Die Ernten auf Kwejian wurden durch eine Seeschreckenplage vernichtet, die auf die durch den Brand verursachten Klimaveränderungen zurückzuführen ist. Kyheem schloss mit Osyraa einen Pakt, um die Seeschrecken im Austausch gegen die Trance-Würmer von Kwejian zu vertreiben. Dies führte zu einem Zerwürfnis zwischen Book und Kyheem. Zivilisationen, die Hilfe von der Smaragdkette erhalten, brechen oft zusammen, also reist die Discovery nach Kwejian. Kyheem offenbart Book und Burnham, dass Osyraa Ryn will, einen andorianischen Diener, der auf Hunhau befreit wurde. Nach einem Streit erklärt sich Kyheem bereit, Osyraa nicht zu gehorchen, wenn die Discovery ihm hilft, die Seeschrecken abzuwehren. Während dieser Zeit hält die Discovery Osyraa davon ab, Ryn zu entführen, indem sie sie mit Books Schiff angreift, aber die durchschaut die List und verspricht Vergeltung an der Föderation, bevor sie sich zurückzieht. In der Zwischenzeit untersucht Culber Georgiou, die krank zu sein scheint und unter Blackouts und Flashbacks leidet. |           |                                  |                          |                          |                                                |                     |                                                                  |
| 38 | 9         | Terra Firma, Teil 1              | Terra Firma, Part 1      | 10. Dez. 2020            | 11. Dez. 2020                                  | Omar Madha          | Alan McElroy; Idee: Bo Yeon Kim, Erika Lippoldt, Alan McElroy    |
| Culber wird von Kovich, einem mysteriösen Sternenflottenmitarbeiter, aufgesucht. Dieser erklärt, dass Georgiou sowohl durch die Zeit gereist ist als auch aus einem anderen Universum, dem Spiegeluniversum, stammt und sich ihre Moleküle zu weit von ihrem Ursprung entfernt haben, so dass sie nun wahrscheinlich sterben wird. Nach Rücksprache mit dem Computer der Discovery, der mit den Daten der intelligenten Sphäre erweitert wurde, glaubt Culber, dass Georgiou gerettet werden könnte, indem sie zu einem unbewohnten Planeten, Dannus V, reist. Stamets und Adira verwenden die SB-19-Daten, um die Quelle des Brandes zum Verubin-Nebel zurückzuverfolgen und entdecken ein Notsignal von einem Kelpianer-Raumschiff. Auf Dannus V treffen Georgiou und Burnham auf ein seltsames Wesen namens Carl, das Georgiou zu einer Tür führt. Auf der anderen Seite findet sie sich im Spiegeluniversum wieder, in der Zeit als sie Imperatorin des Terranischen Reiches war. Georgiou stellt fest, dass ihre Zeit bei der Discovery sie verändert hat und sie nutzt ihr Wissen über die Vergangenheit, um bestimmte Ereignisse zu verändern, darunter die Rettung des Sklaven Saru und die Verschonung des Lebens der verräterischen Michael Burnham. |           |                                  |                          |                          |                                                |                     |                                                                  |
| 39 | 10        | Terra Firma, Teil 2              | Terra Firma, Part 2      | 17. Dez. 2020            | 18. Dez. 2020                                  | Chloe Domont        | Kalinda Vazquez; Idee: Bo Yeon Kim, Erika Lippoldt, Alan McElroy |
| Georgiou hofft, mit Burnham an ihrer Seite ein verbessertes terranisches Imperium anführen zu können, und lässt sie foltern, bis sie ihr die Treue schwört. Georgiou offenbart Saru, dass die biologische Veränderung der Kelpianer, die als Vahar’ai bekannt ist, nicht bedeutet, dass es für ihn an der Zeit ist, getötet zu werden, sondern dass es sich um einen natürlichen Prozess handelt, der ihn stärker macht, wenn er es zulässt. Burnham und Georgiou arbeiten zusammen, um Burnhams ehemaligen Liebhaber Gabriel Lorca zu jagen, aber das ist eine List Burnhams, die sich gegen Georgiou richtet. Nach einem Kampf tötet Georgiou Burnham, bevor sie selbst in den Armen von Saru stirbt. Sie kehrt nach Dannus V zurück, wo Carl sich als der Wächter der Ewigkeit zu erkennen gibt. Er erklärt, dass er Georgiou in eine andere Zeit und an einen anderen Ort schicken kann, wo sie überleben wird, aber er musste sie erst testen und war froh, als sie versuchte, das Schicksal des Terranischen Reiches zu ändern. Georgiou verabschiedet sich von Burnham, bevor sie durch das Portal des Wächters reist. Auf der Discovery will Book seinen Wert beweisen und nutzt Smaragdkettentechnologie, um der Besatzung zu helfen, sich mit den Systemen des Kelpianer-Raumschiffs zu verbinden. |           |                                  |                          |                          |                                                |                     |                                                                  |
| 40 | 11        | Su’Kal                           | Su’Kal                   | 24. Dez. 2020            | 25. Dez. 2020                                  | Norma Bailey        | Anne Cofell Saunders                                             |
| Die Discovery entdeckt ein Lebenszeichen auf dem Raumschiff im radioaktiven Verubin-Nebel und Saru vermutet, dass es sich um das Kind eines der Wissenschaftler des Raumschiffs handeln könnte. Sie springen hin, um das zu untersuchen und finden im Inneren des Nebels einen Planeten, der hauptsächlich aus Dilithium besteht. Saru, Burnham und Culber begeben sich zu dem Planeten und überlassen Tilly das Kommando über die Discovery. Auf dem Planeten findet sich das Außenteam in einer komplexen holografischen Simulation wieder, die von den Wissenschaftlern entwickelt wurde, um das Kind aufzuziehen und zu schützen. Sie finden das Kind, Su’Kal, und entdecken, dass es mit einer an den Planeten und den radioaktiven Nebel angepassten Biologie geboren wurde, während das Außenteam an einer Strahlenvergiftung leidet. Su’'Kal ist nicht darauf vorbereitet, mit der Realität außerhalb der Simulation umzugehen, und wenn er sich aufregt, erzeugt er einen Energiestoß, der dem Brand ähnelt. Ein Schiff der Smaragdkette unter dem Kommando von Osyraa trifft ein. Book fliegt in den Nebel, um das Außenteam zu holen. Er holt Burnham, aber Adira bringt Medikamente zu Saru und Burnham und bleibt mit ihnen bei Su’Kal. Osyraa nimmt die Discovery gefangen und lässt sie zum Hauptquartier der Föderation springen. |           |                                  |                          |                          |                                                |                     |                                                                  |
| 41 | 12        | Es gibt Gezeiten…                | There Is A Tide…         | 31. Dez. 2020            | 1. Jan. 2021                                   | Jonathan Frakes     | Kenneth Lin                                                      |
| Osyraa gibt sich als angegriffene Discovery aus, deren Kommunikation blockiert ist, und Vance beschließt das Schiff durch die Schilde der Föderation zu lassen. Burnham und Book nutzen das gefährliche Transwarp-Netzwerk, um das Hauptquartier der Föderation rechtzeitig zu erreichen und auf der Discovery zu landen, bevor die Schilde geschlossen werden. Osyraa schickt Zareh los, um nachzuforschen, und er nimmt Book gefangen, während Burnham ungesehen entkommt. Book wird zusammen mit der Brückenbesatzung und Ryn als Geisel festgehalten. Stamets wird von dem Wissenschaftler Aurellio verhört, der plant den Sporenantrieb der Discovery zu replizieren, und der Rest der Besatzung der Discovery wird in Shuttles freigelassen. Osyraa schlägt Vance einen Friedensvertrag zwischen der Föderation und der Smaragdkette vor. Er erwägt den Vertrag, besteht aber darauf, dass Osyraa für ihre Verbrechen vor Gericht gestellt wird, was für sie inakzeptabel ist. Die Brückenbesatzung flieht mit Hilfe von Book und Ryn, die erneut gefangen genommen werden. Burnham befreit Stamets und wirft ihn sicher vom Schiff, um seine Gefangennahme zu verhindern, obwohl er Culber, Adira und Saru sofort retten will. Aurellio ist entsetzt, als Osyraa den Gefangenen Ryn tötet. |           |                                  |                          |                          |                                                |                     |                                                                  |
| 42 | 13        | Ein Zeichen der Hoffnung, Teil 2 | That Hope Is You, Part 2 | 7. Jan. 2021             | 8. Jan. 2021                                   | Olatunde Osunsanmi  | Michelle Paradise                                                |
| Da sie nicht in der Lage ist, ohne Stamets zu springen, kämpft sich Osyraa aus dem Hauptquartier der Föderation heraus und schaltet die Lebenserhaltung der Brückencrew ab. Da die Sphärendaten sich in bewegliche Mini-Roboter heruntergeladen haben, gelingt es Tilly und der Brückencrew mit deren Unterstützung, eine Bombe in einer der Gondeln des Schiffes zu platzieren, nach deren Explosion die Discovery unter Warp geht. Burnham macht sich auf den Weg zum Datenkern des Schiffes, tötet Osyraa im Kampf und setzt die Computersysteme zurück. Sie schaltet die Lebenserhaltung wieder ein und beamt alle Smaragdketten-Jäger vom Schiff. Aurellio, der sich zuvor geweigert hatte, für Osyraa zu foltern, und auf der Discovery verblieben ist, schlägt vor, dass Book den Sporenantrieb mit seinen empathischen Fähigkeiten benutzen könnte. Dies gelingt, und sie springen zum Nebel. Saru überzeugt Su’Kal, die Simulation abzuschalten. Dessen wütende Reaktion auf den Tod seiner Mutter war die Ursache für den Brand. Als die Discovery den Dilithium-Planeten erreicht, können die dort verbliebenen Besatzungsmitglieder und Su’Kal im letzten Moment aus dem zerfallenden Habitat gerettet werden. Saru begleitet Su’Kal nach Kaminar, um ihn dort zu unterstützen. Burnham wird zum Captain befördert. Die Smaragdkette bricht nach Osyraas Tod zusammen. Die bisher vom Syndikat kontrollierten Planeten beginnen, sich wieder der Föderation anzuschließen. Die Discovery macht sich auf den Weg, um Dilithium aus dem Nebel zu Planeten zu bringen, die durch den Brand abgeschnitten sind. |           |                                  |                          |                          |                                                |                     |                                                                  |

## Kritik
Heise Online titelte „Star Trek Discovery: Sinnlos im Weltraum“ und kritisierte, dass Discovery auch mit der dritten Staffel „ihre Identität als Serie“ nicht gefunden habe. Man wolle „zu viele Dinge auf einmal“. Scheitern würde das ganze an den „schlechten Drehbüchern“.
Bei Rotten Tomatoes erhielt Discovery in der dritten Staffel mit 40 % nur wenig Zuspruch der Zuschauer. Punkten konnte die Staffel allerdings mit 91 % Zustimmung bei den professionellen Kritikern.